# Chrysoporthe austroafricana
Chrysoporthe austroafricana är en svampart som beskrevs av Gryzenh. & M.J. Wingf. 2004. Chrysoporthe austroafricana ingår i släktet Chrysoporthe och familjen Cryphonectriaceae.   Inga underarter finns listade i Catalogue of Life.